# Виктория (округ)
О́круг Виктория (англ. Victoria county) — округ штата Техас Соединённых Штатов Америки. На 2000 год в нём проживало 84 088 человек. По оценке бюро переписи населения США в 2008 году население округа составляло 86 755 человек. Окружным центром является город Виктория.

## История
Округ Виктория являлся одним из муниципалитетов Республики Техас в 1836 году, когда она присоединилась к США. Он был назван в честь Гуадалупе Виктории, первого президента Мексики.